# Vârvoru de Jos
Vârvoru de Jos – wieś w Rumunii, w okręgu Dolj, w gminie Vârvoru de Jos. W 2011 roku liczyła 258 mieszkańców.